# Comunità montana Val Ceronda e Casternone
La Comunità montana Val Ceronda e Casternone è stata un comprensorio montano che raccoglieva 6 comuni della provincia di Torino. Era una delle più piccole comunità montane del Piemonte.

## Geografia fisica
La comunità montana si trovava nella fascia pedemontana compresa tra la Val di Susa e le Valli di Lanzo; le due brevi vallate comprese nei suoi confini, la Val Ceronda e la Val Casternone, sono tributarie del bacino idrografico della Stura di Lanzo.

## Storia

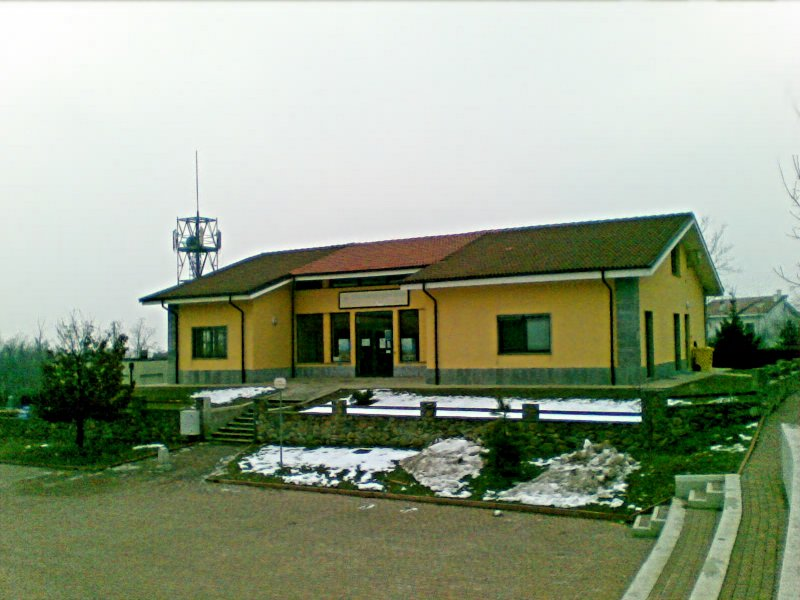
Edificio sede della ex-Comunità Montana Val Ceronda e Casternone.

La comunità montana fu fondata nel 1973.
In seguito alla riforma sulla riduzione delle Comunità montane, è stata accorpata alla Comunità montana Valli di Lanzo col nome Comunità montana Valli di Lanzo, Ceronda e Casternone.
Suo scopo principale era quello di favore lo sviluppo dei comuni coinvolti nella salvaguardia del patrimonio ambientale e culturale proprio.
Rispetto ad altre Comunità montane piemontesi quella delle valli Ceronda e Casternone risultava tra le meno marginali: in una graduatoria elaborata dalla Regione Piemonte tra le 48 Comunità per marginalità si collocava infatti al 40º posto.
La sua sede si trovava a Givoletto.